# Werner Goldschmidt (Verleger)
Werner Goldschmidt (geboren 27. Juni 1903 in Hildesheim; gestorben 13. Juni 1975 in Baden-Baden) war ein deutscher Kunsthistoriker und Musikverleger.   

## Leben
Werner Goldschmidt war ein Sohn des Kaufmanns Max Goldschmidt und der Helene Lowenthal. Er besuchte in Braunschweig die Gauß-Oberrealschule, wo er 1923 das Abitur machte. Anschließend begann er im selben Jahr ein Studium der Nationalökonomie in Hamburg, das er 1924 aus wirtschaftlichen Gründen abbrechen musste. Goldschmidt arbeitete danach als kaufmännischer Angestellter. Ab 1929 studierte er Kunstgeschichte, Archäologie und Literaturgeschichte in Berlin und Rostock, wo er 1933 mit einer Dissertation über Carl Gustav Carus bei Richard Sedlmaier promoviert wurde.
Goldschmidt war als Jude im nationalsozialistischen Deutschland der weitere Berufsweg versperrt und emigrierte 1933 in das Republikanische Spanien. Er forschte über die spanische mittelalterliche Skulptur und nahm Lehraufträge an der Universität Barcelona wahr. Bedingt durch den Bürgerkrieg wurde der Lehrbetrieb in Barcelona 1936 eingestellt. 
Goldschmidt fristete danach mit seiner Familie sein Leben in Nizza. Er veröffentlichte in dieser Zeit einige kunsthistorische Beiträge in The Burlington Magazine, Archivo Español de Arte, The Studio und The Connoisseur.   Bei Ausbruch des Zweiten Weltkriegs wurde Goldschmidt von den Franzosen in Les Milles interniert und danach zu Arbeitsdienst zwangsverpflichtet. Als 1942 auch der Süden Frankreichs von den Deutschen besetzt wurde, erhielt er von Quäkern Papiere unter dem Decknamen André Vernet. 
Nach 1945 versuchte er sich in Paris eine neue Existenz als Kunsthändler schaffen, was ihm nicht gelang, eine Übersiedlung nach Franco-Spanien kam auch nicht in Frage. Im Jahr 1952 kehrte er daher nach Deutschland zurück und baute eine der ersten Werbeagenturen für Außenwerbung auf, die unter ihren Auftraggebern das Zigarettenunternehmen Reemtsma hatte. Ab 1958 war Goldschmidt Gesellschafter einer Schallplattenfirma und er gründete 1962 die WERGO, die ausschließlich moderne und zeitgenössische Musikaufnahmen verlegte. Die WERGO hatte internationalen Erfolg und richtete Filialen in London und Los Angeles ein. Die Editionen der WERGO wurden wiederholt mit Schallplattenpreisen ausgezeichnet. Die Firma WERGO wurde 1970 vom Musikverlag B. Schott’s Söhne übernommen. Goldschmidt versuchte noch eine Kunstzeitschrift zu gründen, starb aber an einer Erkrankung.

## Schriften (Auswahl)
- Die Landschaftsbriefe des Carl Gustav Carus, ihre Bedeutung für die Theorie der romantischen Landschaftsmalerei. Breslau : Schatzki, 1935. Zugl.: Rostock, Universität, Diss., 1933